# Aterigena aliquoi
Aterigena aliquoi là một loài nhện trong họ Agelenidae. Chúng được Paolo Marcello Brignoli miêu tả năm 1971.